# Alteracions d'Aragó

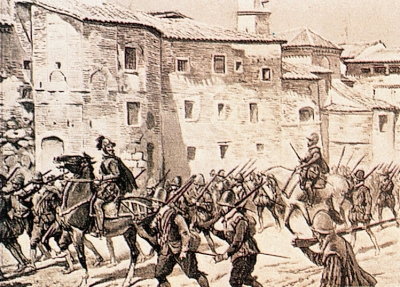
Les tropes castellanes entren a Saragossa el 1591.

Les Alteracions d'Aragó és el nom que la historiografia actual dona als conflictes esdevinguts al regne d'Aragó durant la dècada del 1580 i els primers anys de la dècada del 1590 al regne d'Aragó. Les agitacions foren de magnituds i motivacions diverses, però acabaren desembocant en un conflicte entre el constitucionalisme dels representants del regne i l'autoritarisme de Felip II de Castella: un conflicte que arribaria al seu zenit amb la guerra de la Ribagorça i la revolta de Saragossa el 1591.

## El motiu del conflicte
Al Regne d'Aragó l'ambient polític estava alterat des del 1571 amb les Alteracions de Terol arran del poc respecte reial per les constitucions aragoneses demostrat en el plet del virrei estranger, els problemes al comtat de Ribagorça. el despòtic tractament dels senyors als vassalls, i la repressió de les revoltes a les alteracions d'Ariza, Ayerbe i Monclús, las protestes per l'abús del Privilegi dels Vint a Saragossa, i els violents enfrontaments entre montanyesos i moriscos i por el Plet del virrei estranger.
Antonio Pérez del Hierro fou secretari personal de rei fins al 1579, quan fou arrestat acusat de l'assassinat de Juan de Escobedo, home de confiança de Joan d'Habsburg i Blomberg, relacionat amb una qüestió d'amors secrets, segons uns, o de contactes amb els rebels holandesos, segons uns altres. L'abril de 1590 va escapar-se de la presó de Madrid amb l'ajuda de la seva esposa i va fugir a Saragossa, on va demanar la protecció dels furs aragonesos, acollint-se al privilegi de manifestació i demanant la protecció del justícia d'Aragó, Joan V de Lanuza. A més a més va rebre el suport de Francesc I de Ribagorça, el duc de Villahermosa, al qual li havien expropiat els dominis que tenia a la Ribagorça, i el de Luis Ximénez de Urréa y Enríquez, comte d'Aranda i el de Diego de Heredia, membre de la baixa noblesa. La fugida de Pérez a Saragossa, determinà la irrupció de tropes castellanes, davant la negativa del Justícia a lliurar-lo. El conflicte s'afegia a les anomenades alteracions d'Aragó, i Felip II exercí una repressió severa: feu executar el Justícia i modificà les constitucions aragoneses.

## L'esclafament de la revolta

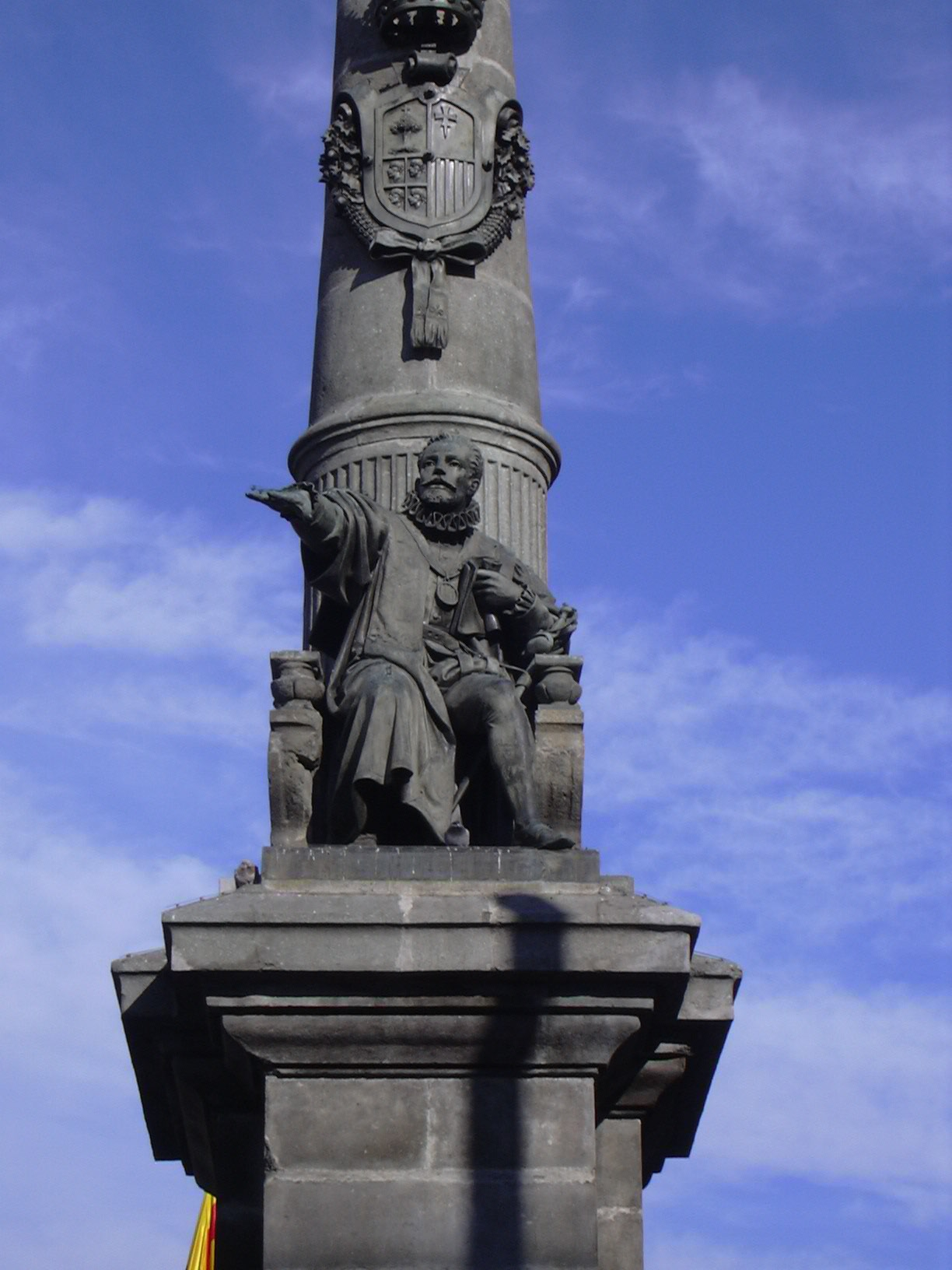
Monument dedicat al Justícia d'Aragó decapitat Joan V de Lanuza erigit a Zaragoza

Davant d'aquest panorama Felip II de Castella va recórrer a un tribunal contra el qual el Justícia d'Aragó i el Furs aragonesos no podien oposar-se: la Inquisició. El setembre de 1591 Antonio Pérez fou detingut i portat a la presó de la Inquisició. Diego de Heredia i els seus seguidors es van alçar i el van alliberar, provocant un revolta radicada a la ciutat de Saragossa, mentre la pagesia i d'altres viles del regne van fer costat al rei. Felip II de Castella va reaccionar enviant un exèrcit de 12.000 soldats castellans contra el Saragossa, mentre la Generalitat del regne d'Aragó hi oposà un contingent de 2.000 homes encapçalats pel Justícia d'Aragó, Juan de Lanuza. Les tropes de la Generalitat aragonesa va avançar fins a Utebo per a presentar-hi batalla, però davant la gran superioritat numèrica dels terços reials l'exèrcit aragonès es va disgregar i es va retirar cap al sud l'octubre de 1591. Antonio Pérez i els seus seguidors van fugir a Bearn des d'on van intentar una invasió fallida amb l'ajuda d'Enric IV de França, mentre Diego de Heredia fou capturat a França i executat, i el Justícia d'Aragó Joan V de Lanuza fou decapitat, la mateixa sort van córrer molts dels que havien donat suport a la revolta. El duc de Villahermosa i el comte d'Aranda van ser capturats i enviats a Castella on van morir a la presó en circumstàncies misterioses. Finalment Antonio Pérez va passar a Anglaterra, lloc on va morir el 1611. Les tropes de Felip II no es retiraren d'Aragó fins al desembre de 1593.
Durant el conflicte la capital i la Generalitat aragonesa van demanar ajuda material a Barcelona i la Generalitat catalana, però aquestes no atengueren la demanda i foren molt prudents amb llurs respostes, ja que també elles vivien un moment molt delicat per la detenció de Joan de Granollacs per part de Felip II, i simplement es van oferir com a mediadores. Pel que fa a la suposada participació catalana en la defensa de Saragossa el 1591 la historiografia no pot confirmar-la definitivament, i en qualsevol cas no és cert que hi participés el bandoler català Joan Cadell.

## Les Corts de Tarassona i l'atac al constitucionalisme aragonès
El 1592 Felip II va convocar les Corts d'Aragó a Tarassona. Cap institució aragonesa no fou suprimida però foren remodelades a fons. A partir d'aquell moment el rei tingué el dret de nomenar virreis d'Aragó, encara que aquests no fossin aragonesos. La Generalitat d'Aragó va perdre part del control sobre els ingressos aragonesos i la vigilància del territori, i també li fou llevat el poder de convocar els representants de les ciutats. Encara més a partir d'aleshores la Corona va poder destituir al Justícia d'Aragó i la cort de justícia es va posar sota el control del monarca. Finalment, es van modificar encara d'altres aspectes del sistema legal aragonès, que va perdre així bona part de la seva independència i tradició constitucionalista.